# 飛鳥 (たばこ)
飛鳥（あすか）は、 JT（旧日本専売公社）が製造販売していたパイプタバコ用のタバコの銘柄の1つである。1973年3月25日発売。

## 概要
日本国内でのパイプタバコや葉巻きたばこの需要が年々減ってきたため、JTでは製品の品質の維持が難しくなり、飛鳥を含む11銘柄のパイプタバコ、および10銘柄の葉巻きたばこの製造を中止することとした。飛鳥は2004年3月末日をもって国内での製造を、4月末日をもって販売を終了した。飛鳥を含む11銘柄のパイプタバコについては、デンマークの老舗パイプタバコメーカーマックバレンに製造委託し、JTの関連会社である日本たばこアイメックスが輸入販売している。

### JT製造品
JT時代の飛鳥は、ラタキアの薫味を活かしたイングリッシュミクスチャであった。

### 輸入品
輸入品は銘柄のイメージを踏まえた商品であるが、マックバレンのアンダートーンであるヨーロッパミクスチャ寄りとなり、ラタキアの薫味がよりマイルドになるなど大きく喫味が変わってしまった。